# Князев, Сергей Львович
Сергей Львович Князев (12 сентября 1908 — 31 декабря 2002) — советский хозяйственный, государственный и политический деятель.

## Биография
Родился в 1908 году в станице Нижне-Курмоярской Области Войска Донского. Член ВКП(б) с 1939 года.
С 1929 по 1934 год служил в Красной Армии на Дальнем Востоке.
В 1940 году окончил Грозненский нефтяной институт. Вплоть до 1949 года судьба С. Л. Князева была связана с Грозным и нефтяной промышленностью Чечено-Ингушской АССР. С 1942 года — секретарь обкома по нефтеперерабатывающей промышленности, а после упразднения автономии — заместитель секретаря Грозненского обкома КПСС. Награждён медалью «За оборону Кавказа».
В 1949 году С. Л. Князев решением ЦК КПСС был переведен в Казань на должность заведующего отделом нефтяной промышленности, с 1956 года становится секретарем по промышленности, в функции которого входило и партийное руководство развитием нефтехимии республики.
С 1960 года — председатель Совнархоза Татарского экономического административного района. После его ликвидации в 1963 году снова занял прежнюю должность секретаря обкома КПСС и работал на ней до 1974 года. При нем ТАССР вышла на уровень добычи нефти в 100 миллионов тонн в год, был добыт первый миллиард тонн нефти.
Избирался депутатом Верховного Совета Татарской АССР. Был награжден многими орденами и медалями СССР, в том числе орденом Октябрьской Революции, четырьмя орденами Трудового Красного Знамени и орденом «Знак Почета», был отмечен Почетной грамотой Президиума Верховного Совета РСФСР.
Умер в 2002 году. Похоронен в Казани на Арском кладбище, Центральная аллея, в самом начале, слева.
Автор серии книг об истории нефтяной промышленности СССР, в том числе: «Нефть Татарии: страницы истории» (1981) и «Нефть Татарии: путь к большому будущему» (1984).